# Dallas Holm
Dallas Holm (St. Paul Park (Minnesota), 5 november 1948) is een christelijke muzikant en singer-songwriter uit Amerika.
Holm speelde in zijn jeugd in een aantal plaatselijke rockbands. Na zijn bekering in 1965 volgde hij een opleiding aan de Bijbelschool en werd jeugdpastor. In 1970 trok hij voor het eerst mee met de tour van evangelist David Wilkerson. Hij zou dat de volgende 10 jaar blijven doen. Hij maakte een aantal soloalbums en was leadzanger van de groep Dallas Holm & Praise (1975-1982). Holms heeft nummers opgenomen met gospelartiesten als Steven Curtis Chapman, Phil Johnson, Tim Sheppard en Geoff Moore.
De Gospel Music Association (GMA) onderscheidde hem meerdere keren met een Dove Award en nam hem in 2012 op in de Gospel Music Hall of Fame. Hij werd verder onder andere uitgeroepen tot Songwriter van het jaar (1977) en Zanger van het Jaar (1979). In 1987 werd Holm voor zijn nummer Against the Wind genomineerd voor een Grammy Award.

## Discografie
- Dallas Holm (1970)
- For Teens Only (1971)
- Just the Way I Feel It (1971)
- Looking Back (1972)
- Didn't He Shine (1973)
- Peace, Joy & Love (1974)
- Nothing But Praise (1975)
- Dallas Holm - Just Right (1976)
- Dallas Holm & Praise... Live (1977)
- Tell 'Em Again (1978)
- His Last Days (1979)
- All That Matters (1979)
- Looking Back: The Very Best of Dallas Holm (1980)
- This is My Song (1980)
- Holm, Sheppard & Johnson (1981)
- Dallas Holm & Praise - I Saw the Lord (1981)
- Dallas Holm & Praise - Signal (1983)
- Classics (1985)
- Change The World (1985)
- Praise and Worship (1986)
- Against the Wind (1987)
- Beyond the Curtain (1988)
- Soldiers Again; Holm Sheppard & Johnson (1989)
- Through the Flame (1990)
- The Early Works (1991)
- Chain of Grace (1992)
- Mesa; Mesa (Dallas Holm, Dana Key and Jerry Williams) (1993)
- Completely Taken In (1993)
- Holm for Christmas (1994)
- Face of Mercy (1995)
- Before Your Throne (1999)
- Signature Songs (2001)
- Foundations (2002)
- Good News Blues (2005)